# Grindy Forrester

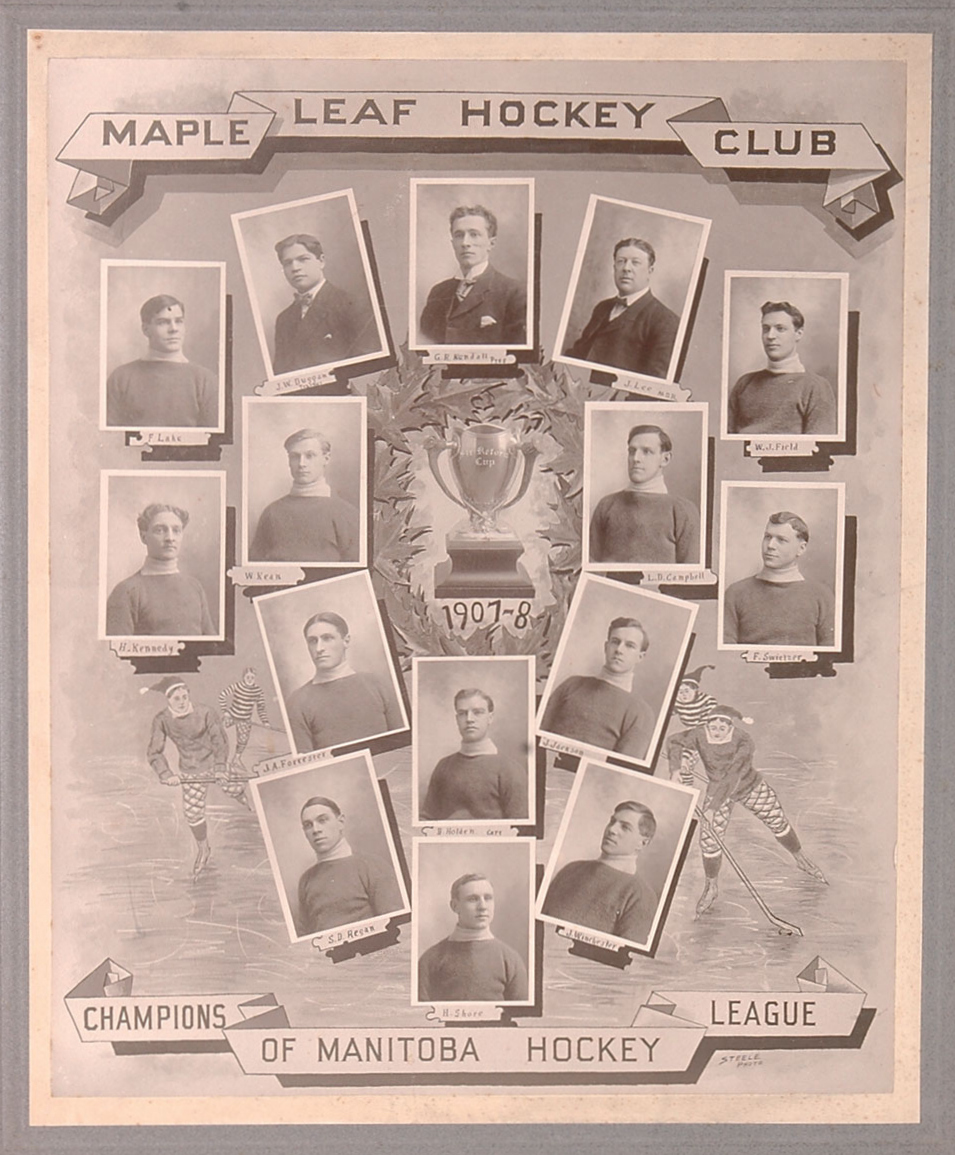
Forrester med Winnipeg Maple Leafs säsongen 1907–08.

Joseph A. "Grindy" Forrester, född 11 juli 1877 i Barrie, Ontario, död 8 november 1932, var en kanadensisk professionell ishockeyspelare. Forrester, som var back till positionen, spelade bland annat för Pittsburgh Athletic Club i WPHL, Portage Lakes Hockey Club i IPHL, Winnipeg Maple Leafs i MPHL samt Montreal Shamrocks i NHA.
Grindy Forrester hade, enligt den förre ishockeyspelaren Jack Adams, ett av de hårdaste skotten under sin era.

## Statistik
| 1903–04     | Barrie Hockey Club        | OHA         | 4  | 4  | 0 | 4  | 3  | – | – | – | – | – |
| 1904–05     | Thessalon HC              | OHA-I       | –  | –  | – | –  | –  | – | – | – | – | – |
| 1905–06     | Portage Lakes Hockey Club | IPHL        | 20 | 4  | 0 | 4  | 16 | – | – | – | – | – |
| 1906–07     | Portage Lakes Hockey Club | IPHL        | 22 | 15 | 3 | 18 | 14 | – | – | – | – | – |
| 1907–08     | Pittsburgh Athletic Club  | WPHL        | 4  | 1  | 0 | 1  | –  | – | – | – | – | – |
| 1907–08     | Winnipeg Maple Leafs      | MPHL        | 11 | 2  | 1 | 3  | 9  | – | – | – | – | – |
| 1908        | Winnipeg Maple Leafs      | Stanley Cup | –  | –  | – | –  | –  | 2 | 0 | 0 | 0 | 3 |
| 1908–09     | Winnipeg Maple Leafs      | MPHL        | 8  | 7  | 4 | 11 | 6  | – | – | – | – | – |
| 1909–10     | Montreal Shamrocks        | CHA         | 1  | 1  | 0 | 1  | 0  | – | – | – | – | – |
| 1910        | Montreal Shamrocks        | NHA         | 8  | 0  | 0 | 0  | 0  | – | – | – | – | – |
| IPHL totalt | IPHL totalt               | IPHL totalt | 42 | 19 | 3 | 22 | 30 | – | – | – | – | – |
| WPHL totalt | WPHL totalt               | WPHL totalt | 19 | 9  | 5 | 14 | 15 | – | – | – | – | – |

Statistik från Society for International Hockey Research på sihrhockey.org

## Meriter
- IPHL-mästare – 1905–06, 1906–07
- MPHL-mästare – 1907–08